# Fondation John Bost
Pour les articles homonymes, voir John Bost et Bost.
La fondation John-Bost, est une institution sanitaire et médico-sociale protestante française, reconnue d'utilité publique depuis 1877. Elle est fondée en 1848 par le pasteur John Bost, à La Force près de Bergerac, sous le nom des Asiles de La Force. Elle accueille, soigne et accompagne au long cours plus d'un millier de personnes (enfants, adolescents, adultes et seniors) souffrant de troubles psychiques et de handicap physique ou mental dont l'état nécessite une vie sociale adaptée, ainsi que des personnes âgées dépendantes.

## Objet
La Fondation John Bost est une institution sanitaire et médico-sociale protestante privée à but non lucratif, reconnue d’utilité publique depuis 1877. La Fondation John Bost a une vocation sanitaire (Établissement de santé privé d’intérêt collectif ESPIC) et médico-sociale et se situe dans le cadre des prises en charge de moyenne et longue durée,.
La Fondation accueille, soigne et accompagne des personnes (enfants, adolescents, adultes et seniors) souffrant de troubles psychiques et de handicap physique et/ou mental, ainsi que des personnes âgées dépendantes, dont l’état nécessite une vie sociale adaptée.
Elle dispose d’environ 1 800 places, réparties dans 38 établissements ou services sanitaires et médico-sociaux. Les personnes accueillies vivent dans un environnement ouvert, paisible, « sans murs ni clôtures ». Actuellement[Quand ?], plus de 2100 professionnels constituent des équipes interdisciplinaires de formations diverses : médicale, paramédicale, éducative, technique et administrative.
Au vu des nombreuses demandes d’admission reçues, les services médicaux privilégient l’hospitalisation d’adultes et d’enfants des deux sexes, présentant des pathologies psychiatriques déficitaires, neuro-psychiatriques sévères ou des polyhandicaps graves.
La Fondation est implantée historiquement dans la vallée de la Dordogne en Aquitaine, elle s’est développée à présent dans 4 régions de France (Nouvelle-Aquitaine, Occitanie, Île-de-France, Normandie).
L’Institution a développé un projet original d’accompagnement de ces personnes, sous la forme d’un projet thérapeutique qui inclut une approche globale de la personne, des démarches médicales et psychothérapeutiques, pédagogiques et éducatives, sociales, culturelles et spirituelles. La Fondation est un lieu de Soin, lieu de Vie, lieu de Sens.
La Fondation John Bost dispose d’un centre de formation, le CeF qui forme chaque année 1000 professionnels.
La Fondation adhère à la Fédération des établissements hospitaliers et d'aide à la personne (FEHAP) et travaille en étroite association avec les établissements pour polyhandicapés de l'APHP d'une part, et des établissements du Lot-et-Garonne (Association Après 47) d'autre part. Elle est soutenue par la Fondation du protestantisme et est guidée par la charte de la Fédération de l'entraide protestante (FEP). Elle participe aux groupes d'intérêts European Association for Physician Health (EAPH) et Handicap et Églises,.

## Histoire

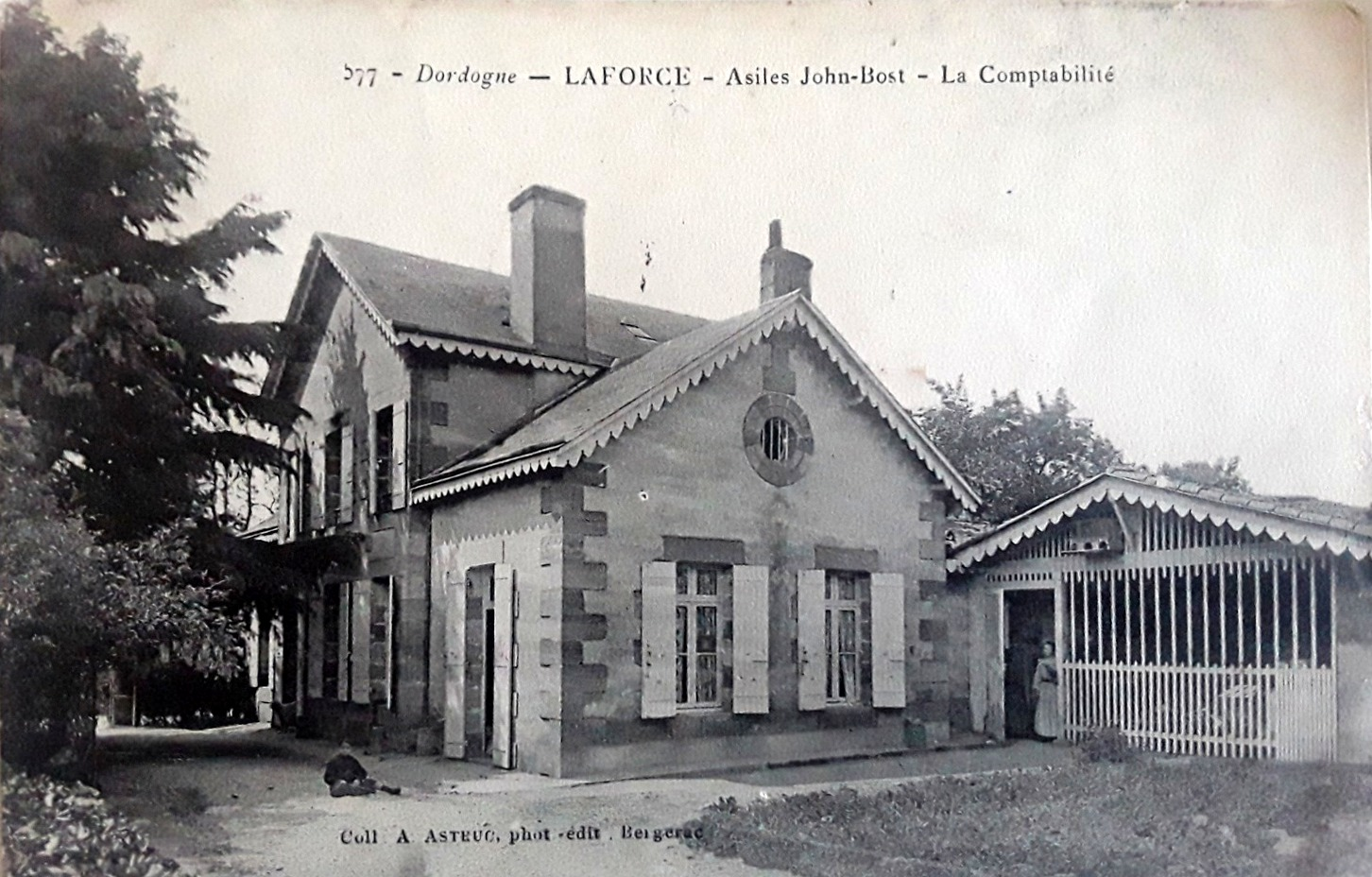
Les Asiles John-Bost vers 1900.

John Bost (1817-1881), est un pasteur calviniste et revivaliste du XIXe siècle, pionnier de l'action sociale. En 1844, il devient pasteur dans le village de La Force, dans le Périgord, et le 24 mai 1848 fonde un orphelinat pour jeunes filles. En 1855, il inaugure le centre Bethseda, asile pour jeunes filles aveugles, infirmes ou handicapées mentales. Trois ans plus tard, il ouvre Siloé, équivalent pour garçons. En 1862, il fonde Eben-Hezer, réservé aux filles, et en 1870 Bethel, pour les garçons. En 1875 et 1876, le pasteur Bost inaugure deux maisons de retraite, Le Repos pour des institutrices, des dames veuves ou célibataires, malades, infirmes ou sans appui et La Retraite pour des femmes de condition plus modeste, célibataires, veuves et servantes âgées,,,.
En 1877, dans un ouvrage publié pour présenter les divers établissements de son institution, le pasteur John Bost présente l'ensemble de cette œuvre qui préfigure l'action médico-sociale publique en ces termes :
«  L'enfance abandonnée, les infirmes, les incurables, les aveugles, les sourds-muets, les idiots, les épileptiques, les veuves, les institutrices malades, l'humble servante infirme, usée par le travail, viennent vous raconter leurs souffrances, vous bénir pour tout le bien que déjà vous leur avait fait et se recommander à votre sympathie, votre charité — ne soyez pas sourd à leurs cris. Leur histoire se résume en un mot : souffrir et la vôtre en deux mots : soulager, consoler, n'est-ce-pas ?  »
À la mort de John Bost en 1881, les Asiles de Laforce deviennent les Asiles John Bost. Ils sont renommés Fondation John BOST en 1969.